# Lester R. Brown
Lester Russell Brown (n. 28 martie 1934, Bridgeton⁠(d), New Jersey, SUA) este un analist de mediu care a scris mai multe cărți pe tema problemelor globale de mediu.
Este fondator și președinte al Institutului de Politică Planetară (Earth Policy Institute), organizație de cercetare non-profit din Washington, D.C..
El a introdus conceptul de Eco-economie, într-o carte publicată în 2001, Eco-Economy: Building an Economy for the Earth.
În data de 11 mai 2010 Lester Brown a fost ales membru de onoare din străinătate al Academiei Române.

## Operă
- Man, Land and Food (1963)
- Increasing World Food Output (1965)
- Seeds of Change (1970)
- Man and His Environment: Food (with Gail Finsterbusch) (1972)
- World Without Borders (1972)
- In the Human Interest (1974)
- By Bread Alone (with Erik Eckholm) (1974)
- The Twenty-Ninth Day (1978)
- Running on Empty (with Colin Norman & Christopher Flavin) (1979)
- Building a Sustainable Society (1981)
- State of the World (with others) (1984-2001)
- Vital Signs (with others) (1992-2001)
- Eko Kezai Kakume: Environmental Trends Reshaping The Global Economy (1998) (in Japanese)
- Saving the Planet: How to Shape an Environmentally Sustainable Global Economy (1992)
- Full House: Reassessing the Earth's Population Carrying Capacity (1995)
- Who Will Feed China?: Wake-Up Call for a Small Planet (1995)
- Tough Choices: Facing the Challenge of Food Scarcity (1996)
- Beyond Malthus: Nineteen Dimensions of the Population Challenge (with Gary Gardner and Brian Halweil) (1999)
- Eco-Economy: Building an Economy for the Earth (2001)
- Plan B: Rescuing a Planet Under Stress and a Civilization in Trouble (2003)
- Outgrowing the Earth: The Food Security Challenge in an Age of Falling Water Tables and Rising Temperatures (2004)
- Plan B 2.0: Rescuing a Planet Under Stress and a Civilization in Trouble (2006).